# HUMAN (ReoNaのアルバム)
『HUMAN』（ヒューマン）は、ReoNaの2枚目のオリジナルアルバム。2023年3月8日にSACRA MUSICから発売される。

## 概要
初のアルバム『unknown』から2年半ぶりのアルバム。｢ないない｣以降のシングル5作の表題曲を含む全12曲が収録される。リリースは『unknown』同様、通常盤、初回生産限定盤、完全数量限定盤の3形態で発売される。完全数量生産限定盤は、ミュージックビデオを収録した特典映像Blu-rayに加え、今年の6月に開催されたアコースティックツアー「Naked」の最終日などが収録される。

## 収録内容

### CD[2]
| #         | タイトル                                                                                       | 作詞                                   | 作曲                    | 編曲                                                   |      |
| --------- | ---------------------------------------------------------------------------------------------- | -------------------------------------- | ----------------------- | ------------------------------------------------------ | ---- |
| 1.        | 「HUMAN」                                                                                      | ハヤシケイ（LIVE LAB.）                | ハヤシケイ（LIVE LAB.） | PRIMAGIC ・島田昌典（ストリングス・アレンジ）          |      |
| 2.        | 「Weaker」                                                                                     | ハヤシケイ（LIVE LAB.）                | ハヤシケイ（LIVE LAB.） | 堀江晶太 ・宮野幸子（ストリングス&ブラス・アレンジ）   |      |
| 3.        | 「ないない」(『シャドーハウス』第1期エンディングテーマ)                                        | ハヤシケイ(LIVE LAB.)・毛蟹(LIVE LAB.) | 毛蟹（LIVE LAB.）       | 小松一也 ・宮野幸子（ストリングス・アレンジ）          |      |
| 4.        | 「シャル・ウィ・ダンス？」(『シャドーハウス』第2期オープニングテーマ)                          | 傘村トータ(LIVE LAB.)                  | 毛蟹（LIVE LAB.）       | 小松一也 ・宮野幸子（ストリングス&ブラス・アレンジ）   |      |
| 5.        | 「さよナラ」                                                                                   | 傘村トータ(LIVE LAB.)                  | 傘村トータ(LIVE LAB.)   | 荒幡亮平                                               |      |
| 6.        | 「FRIENDS」                                                                                    | rui(fade) ReoNa                        | rui(fade)               | rui(fade)                                              |      |
| 7.        | 「ライフ・イズ・ビューティフォー」                                                             | 傘村トータ（LIVE LAB.）                | 傘村トータ（LIVE LAB.） | 荒幡亮平 ・宮野幸子（ストリングス・アレンジ）          |      |
| 8.        | 「メメント・モリ」                                                                             | 毛蟹（LIVE LAB.）                      | 毛蟹（LIVE LAB.）       | 毛蟹（LIVE LAB.）                                      |      |
| 9.        | 「生命線」(家庭用ゲーム『月姫 -A piece of blue glass moon-』主題歌)                            | 毛蟹（LIVE LAB.）                      | 毛蟹（LIVE LAB.）       | 毛蟹（LIVE LAB.） ・深澤秀行（ストリングス・アレンジ） |      |
| 10.       | 「Alive」(テレビアニメ『アークナイツ【黎明前奏/PRELUDE TO DAWN】』第1クールオープニングテーマ) | rui(fade) ReoNa                        | rui(fade)               | 堀江晶太 ・宮野幸子（ストリングス・アレンジ）          |      |
| 11.       | 「SACRA」                                                                                      | cAnON.                                 | 澤野弘之                | 澤野弘之                                               |      |
| 12.       | 「VITA」(家庭用ゲーム『ソードアート・オンライン Last Recollection』)                           | 毛蟹(LIVE LAB.) ReoNa                  | 毛蟹（LIVE LAB.）       | 荒幡亮平 ・宮野幸子（ストリングス・アレンジ）          |      |
| 合計時間: | 合計時間:                                                                                      | 合計時間:                              | 合計時間:               | 合計時間:                                              | 0:00 |

### Blu-ray[注 3][2]
- HUMAN -Music Video-
- ないない -Music Video-
- シャル・ウィ・ダンス？ -Music Video-
- さよナラ -Music Video-
- ライフ・イズ・ビューティフォー -Music Video-
- 生命線 -Music Video-
- Alive -Music Video-

### Live CD[注 4][2]

#### Disc 1
1. ANIMA -Naked Style.-
2. Let it Die
3. Independance
4. forget-me-not
5. 虹の彼方に
6. カナリア
7. 生命線
8. ないない

#### Disc 2
1. Louts
2. 猫失格
3. テディ
4. 絶望年表
5. Someday
6. SWEET HURT
7. ライフ・イズ・ビューティフォー